# Glaciar Byrd
El glaciar Byrd es un glaciar importante en la Antártida, mide alrededor de 136 km (84,5 mi) de largo y 24 km (14,9 mi) de ancho, drenando un área extensa de la meseta polar y fluyendo hacia el este entre la Cordillera Britannia y las Montañas Churchill para descargar en la barrera de hielo de Ross en Barne Inlet. Su valle debajo del glaciar solía ser reconocido como uno de los puntos más bajos que no están cubiertos por agua en la Tierra (suponiendo que el hielo no cuente como agua), alcanzando 2,78 metros (9,1 pies) bajo el nivel del mar. Fue nombrado por el NZ-APC en honor al contraalmirante Byrd, explorador antártico de la Marina de los EE. UU.

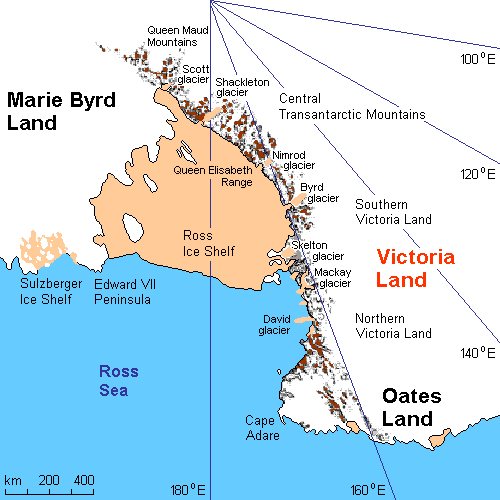
Mapa de la zona del glaciar Byrd.

En el lado sur del glaciar Byrd se encuentra Blake Massif.